# Димеринген
Димеринген (фр. Diemeringen) — коммуна на северо-востоке Франции в регионе Гранд-Эст (бывший Эльзас — Шампань — Арденны — Лотарингия), департамент Нижний Рейн, округ Саверн, кантон Ингвиллер. До марта 2015 года коммуна административно входила в состав упразднённого кантона Дрюлинген (округ Саверн).
Площадь коммуны — 8,81 км², население — 1642 человека (2006) с тенденцией к стабилизации: 1648 человек (2013), плотность населения — 187,1 чел/км².

## Население
Население коммуны в 2011 году составляло 1635 человек, в 2012 году — 1642 человека, а в 2013-м — 1648 человек.
| 1962 | 1968 | 1975 | 1982 | 1990 | 1999 | 2006 | 2008 | 2011 | 2012 | 2013 |
| ---- | ---- | ---- | ---- | ---- | ---- | ---- | ---- | ---- | ---- | ---- |
| 1133 | 1216 | 1294 | 1407 | 1542 | 1654 | 1642 | 1627 | 1635 | 1642 | 1648 |

Динамика населения:

## Экономика
В 2010 году из 1070 человек трудоспособного возраста (от 15 до 64 лет) 804 были экономически активными, 266 — неактивными (показатель активности 75,1 %, в 1999 году — 71,3 %). Из 804 активных трудоспособных жителей работали 697 человек (382 мужчины и 315 женщин), 107 числились безработными (49 мужчин и 58 женщин). Среди 266 трудоспособных неактивных граждан 72 были учениками либо студентами, 100 — пенсионерами, а ещё 94 — были неактивны в силу других причин.